# 2016-os Honda Indy 200
A 2016-os Honda Indy 200 volt a 2016-os IndyCar Series szezon tizenkettedik futama. A versenyt július 31-én rendezték meg az ohioi Lexingtonban. A versenyt az NBCSN közvetítette.

## Nevezési lista
| Csapat                         | Első versenyző | Első versenyző     | Második versenyző | Második versenyző | Harmadik versenyző | Harmadik versenyző | Negyedik versenyző | Negyedik versenyző |
| ------------------------------ | -------------- | ------------------ | ----------------- | ----------------- | ------------------ | ------------------ | ------------------ | ------------------ |
| Team Penske                    | 2              | Juan Pablo Montoya | 3                 | Hélio Castroneves | 12                 | Will Power         | 22                 | Simon Pagenaud     |
| Schmidt Peterson Motorsports   | 5              | James Hinchcliffe  | 7                 | Mihail Aljosin    |                    |                    |                    |                    |
| Chip Ganassi Racing Teams      | 8              | Max Chilton        | 9                 | Scott Dixon       | 10                 | Tony Kanaan        | 83                 | Charlie Kimball    |
| KVSH Racing                    | 11             | Sébastien Bourdais |                   |                   |                    |                    |                    |                    |
| A.J. Foyt Enterprises          | 14             | Szató Takuma       | 41                | Jack Hawksworth   |                    |                    |                    |                    |
| Rahal Letterman Lanigen Racing | 15             | Graham Rahal       |                   |                   |                    |                    |                    |                    |
| Dale Coyne Racing              | 18             | Conor Daly         | 19                | RC Enerson        |                    |                    |                    |                    |
| Ed Carpenter Racing            | 20             | Spencer Pigot      | 21                | Josef Newgarden   |                    |                    |                    |                    |
| Andretti Autosport             | 26             | Carlos Muñoz       | 27                | Marco Andretti    | 28                 | Ryan Hunter-Reay   |                    |                    |
| Andretti Herta Autosport       | 98             | Alexander Rossi    |                   |                   |                    |                    |                    |                    |

## Időmérő
Az időmérőt július 30-án, délután tartották. A pole-pozíciót Simon Pagenaud szerezte meg Will Power és Josef Newgarden előtt.
| Helyezés              | #  | Versenyző          | Csapat                         | Első csoport | Második csoport | Top 12    | Fast 6    |
| --------------------- | -- | ------------------ | ------------------------------ | ------------ | --------------- | --------- | --------- |
| 1.                    | 22 | Simon Pagenaud     | Team Penske                    | 1:04,2483    |                 | 1:04,1428 | 1:03,8700 |
| 2.                    | 12 | Will Power         | Team Penske                    |              | 1:04,1430       | 1:04,0751 | 1:03,9381 |
| 3.                    | 21 | Josef Newgarden    | Ed Carpenter Racing            | 1:04,3739    |                 | 1:04,3374 | 1:04,1200 |
| 4.                    | 28 | Ryan Hunter-Reay   | Andretti Autosport             | 1:04,4418    |                 | 1:04,3293 | 1:04,3265 |
| 5.                    | 83 | Charlie Kimball    | Chip Ganassi Racing            | 1:04,5396    |                 | 1:04,3879 | 1:04,3644 |
| 6.                    | 15 | Graham Rahal       | Rahal Letterman Lanigan Racing |              | 1:04,3002       | 1:04,3071 | 1:04,4697 |
| 7.                    | 3  | Hélio Castroneves  | Team Penske                    | 1:04,5217    |                 | 1:04,4300 |           |
| 8.                    | 2  | Juan Pablo Montoya | Team Penske                    | 1:04,6576    |                 | 1:04,5141 |           |
| 9.                    | 5  | James Hinchcliffe  | Schmidt Peterson Motorsports   |              | 1:04,3076       | 1:04,5796 |           |
| 10.                   | 7  | Mihail Aljosin     | Schmidt Peterson Motorsports   |              | 1:04,4446       | 1:04,6084 |           |
| 11.                   | 9  | Scott Dixon        | Chip Ganassi Racing            |              | 1:04,1942       | 1:04,6554 |           |
| 12.                   | 98 | Alexander Rossi    | Andretti Herta Autosport       |              | 1:04,4868       | 1:04,8082 |           |
| 13.                   | 8  | Max Chilton        | Chip Ganassi Racing            | 1:04,7752    |                 |           |           |
| 14.                   | 10 | Tony Kanaan        | Chip Ganassi Racing            |              | 1:04,5885       |           |           |
| 15.                   | 26 | Carlos Muñoz       | Andretti Autosport             | 1:04,8621    |                 |           |           |
| 16.                   | 11 | Sébastien Bourdais | KVSH Racing                    |              | 1:04,5967       |           |           |
| 17.                   | 41 | Jack Hawksworth    | A.J. Foyt Enterprises          | 1:05,0196    |                 |           |           |
| 18.                   | 19 | RC Enerson         | Dale Coyne Racing              |              | 1:04,6576       |           |           |
| 19.                   | 20 | Spencer Pigot      | Ed Carpenter Racing            | 1:05,1891    |                 |           |           |
| 20.                   | 14 | Szató Takuma       | A.J. Foyt Enterprises          |              | 1:04,8354       |           |           |
| 21.                   | 27 | Marco Andretti     | Andretti Autosport             | 1:05,1997    |                 |           |           |
| 22.                   | 18 | Conor Daly         | Dale Coyne Racing              |              | 1:05,1098       |           |           |
| HIVATALOS VÉGEREDMÉNY |    |                    |                                |              |                 |           |           |

## Rajtfelállás
| Rajtsor | Belső ív | Belső ív          | Külső ív | Külső ív           |
| ------- | -------- | ----------------- | -------- | ------------------ |
| 1.      | 22       | Simon Pagenaud    | 12       | Will Power         |
| 2.      | 21       | Josef Newgarden   | 28       | Ryan Hunter-Reay   |
| 3.      | 83       | Charlie Kimball   | 15       | Graham Rahal       |
| 4.      | 3        | Hélio Castroneves | 2        | Juan Pablo Montoya |
| 5.      | 5        | James Hinchcliffe | 7        | Mihail Aljosin     |
| 6.      | 9        | Scott Dixon       | 98       | Alexander Rossi    |
| 7.      | 8        | Max Chilton       | 10       | Tony Kanaan        |
| 8.      | 26       | Carlos Muñoz      | 11       | Sébastien Bourdais |
| 9.      | 41       | Jack Hawksworth   | 19       | RC Enerson         |
| 10.     | 20       | Spencer Pigot     | 14       | Szató Takuma       |
| 11.     | 27       | Marco Andretti    | 18       | Conor Daly         |

## Verseny
A versenyt július 31-én, délután tartották. Pagenaud megtartotta vezető pozícióját Power, Newgarden és Hunter-Reay előtt. Elsőnek Daly érkezett a boxba, bevállalva egy biztonságosabb stratégiát. Az időmérőn nagyot hibázó Dixon is követte az amerikai példáját pár körrel később. A 15. körben Castroneves is kereket cserélt és Dixon elé tért vissza a pályára. Dixon a kettes kanyarban próbált előzni, de a két autó összeért, az új-zélandi autójának bal első kereke ki is tört. Mialatt a Pace Car a pályán körözött, a mezőny nagy része is meglátogatta a boxot, így virtuálisan Aljosin vette át a vezetést. Az orosz 33 körön keresztül vezette a versenyt, egészen a 63. körig. Hawksworth szolgáltatta a verseny második sárgáját, miután az egyes kanyarban orral a gumifalnak csapódott, mivel a brit pilóta egyik kerekét a füvön próbálta meg lefékezni. A Pace Carnak köszönhetően a mezőny a boxba hajtott utolsó kiállásukhoz. A legszerencsétlenebbül Aljosin járt, az orosz pilóta ütközött Newgardennel, és elsodorta Castroneves egyik szerelőjét is. Az orosz pilótát a mezőny végére küldték és még egy áthajtásos büntetéssel is sújtották. Az első helyet így Conor Daly örökölte meg, de az amerikai versenyzőnek még a leintés előtt ki kellett jönnie üzemanyagért. A 66. körben Power állt a második helyen Pagenaud előtt, de a francia az újraindítás után megelőzte csapattársát, virtuálisan ő vezette a versenyt. Három körrel a vége előtt Szató és Bourdais ütköztek, a francia kiesett. Pagenaud ismét futamot tudott nyerni Power előtt, így tovább növelte előnyét az összetettben. Harmadik lett Muñoz megelőzve Rahalt és Hinchcliffe-et. Hatodik lett Daly Pigot, Kimball és Szató előtt. Newgarden annak ellenére lett tizedik, hogy a verseny egy szakaszában még körhátrányban is volt. Hunter-Reay jól tartotta magát a verseny elején, de végül spórolnia kellett az üzemanyaggal, így 18. lett.
| Helyezés              | #  | Versenyző          | Csapat                         | Futott kör (Kiesés oka) | Rajthely | Élen töltött körök száma | Pont |
| --------------------- | -- | ------------------ | ------------------------------ | ----------------------- | -------- | ------------------------ | ---- |
| 1.                    | 22 | Simon Pagenaud     | Team Penske                    | 90 (1:42:38,6925)       | 1        | 23                       | 52   |
| 2.                    | 12 | Will Power         | Team Penske                    | 90                      | 2        | 3                        | 41   |
| 3.                    | 26 | Carlos Muñoz       | Andretti Autosport             | 90                      | 15       | –                        | 35   |
| 4.                    | 15 | Graham Rahal       | Rahal Letterman Lanigan Racing | 90                      | 6        | –                        | 32   |
| 5.                    | 5  | James Hinchcliffe  | Schmidt Peterson Motorsports   | 90                      | 9        | –                        | 30   |
| 6.                    | 18 | Conor Daly         | Dale Coyne Racing              | 90                      | 22       | 22                       | 29   |
| 7.                    | 20 | Spencer Pigot      | Ed Carpenter Racing            | 90                      | 19       | –                        | 26   |
| 8.                    | 83 | Charlie Kimball    | Chip Ganassi Racing            | 90                      | 5        |                          | 24   |
| 9.                    | 14 | Szató Takuma       | A.J. Foyt Enterprises          | 90                      | 20       | –                        | 22   |
| 10.                   | 21 | Josef Newgarden    | Ed Carpenter Racing            | 90                      | 3        | –                        | 20   |
| 11.                   | 2  | Juan Pablo Montoya | Team Penske                    | 90                      | 8        | 9                        | 20   |
| 12.                   | 10 | Tony Kanaan        | Chip Ganassi Racing            | 90                      | 14       | –                        | 18   |
| 13.                   | 27 | Marco Andretti     | Andretti Autosport             | 90                      | 21       | –                        | 17   |
| 14.                   | 98 | Alexander Rossi    | Andretti Herta Autosport       | 90                      | 12       | –                        | 16   |
| 15.                   | 3  | Hélio Castroneves  | Team Penske                    | 90                      | 7        | –                        | 15   |
| 16.                   | 8  | Max Chilton        | Chip Ganassi Racing            | 90                      | 13       | –                        | 14   |
| 17.                   | 7  | Mihail Aljosin     | Schmidt Peterson Motorsports   | 90                      | 10       | 33                       | 16   |
| 18.                   | 28 | Ryan Hunter-Reay   | Andretti Autosport             | 90                      | 4        | –                        | 12   |
| 19.                   | 19 | RC Enerson         | Dale Coyne Racing              | 89                      | 18       | –                        | 11   |
| 20.                   | 11 | Sébastien Bourdais | KVSH Racing                    | 86 (Kicsúszás)          | 16       | –                        | 10   |
| 21.                   | 41 | Jack Hawksworth    | A.J. Foyt Enterprises          | 60 (Baleset)            | 17       | –                        | 9    |
| 22.                   | 9  | Scott Dixon        | Chip Ganassi Racing            | 27 (Mechanika)          | 11       | –                        | 8    |
| HIVATALOS VÉGEREDMÉNY |    |                    |                                |                         |          |                          |      |

## Statisztikák
Az élen töltött körök száma
- Mihail Aljosin: 33 kör (1–26), (30–59)
- Simon Pagenaud: 23 kör (1–16), (41), (85–90)
- Conor Daly: 22 kör (63–84)
- Juan Pablo Montoya: 9 kör (17–25)
- Will Power: 3 kör (42–44)

## A bajnokság élmezőnyének állása a verseny után
| Pozíció | Versenyző         | Pont |
| ------- | ----------------- | ---- |
| 1       | Simon Pagenaud    | 484  |
| 2       | Will Power        | 426  |
| 3       | Hélio Castroneves | 373  |
| 4       | Josef Newgarden   | 364  |
| 5       | Scott Dixon       | 357  |